# Morne-à-l'Eau
Morne-à-l'Eau é uma comuna francesa na região administrativa de Guadeloupe, no departamento de Guadeloupe. Estende-se por uma área de 64,50 km², com 17 136 habitantes, segundo os censos de 1999, com uma densidade de 265 hab/km².